# 딩링

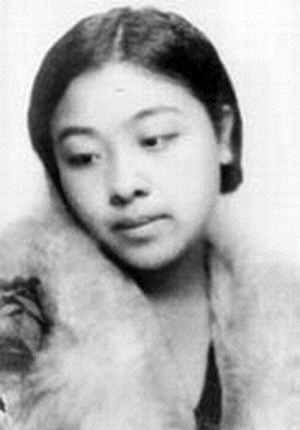

딩링(정령, 중국어: 丁玲, 병음: Dīng Líng, 1904년~1986년)은 중국의 작가이다. 본명은 장위문(蔣褘文). 후난성 창더시 린리(臨澧) 사람이다.
1904년 10월 12일 후난 성 린리 현의 지주 가정에서 태어났다. 1927년 단편소설 ＜멍커＞를 ＜소설월보＞에 발표하고, 이듬해 단편소설 ＜소피의 일기＞, ＜여름방학에＞, ＜자살 일기＞, ＜마오 아가씨＞를 연달아 발표하여 대담하고 예민한 젊은 여성들을 형상화했다. 청년들의 반응은 뜨거웠고, 딩링은 ＜소피의 일기＞를 통해 작가로서 명성을 얻었다. 1930년에는 좌익작가연맹에 가입하였고, 1931년 열여섯 개 성을 휩쓴 홍수를 제재로 한 ＜홍수＞를 써서 하층민과 현실 문제에 관심을 나타내며 창작 경향의 변화를 보였다.
공산당의 항일 전쟁 시기에는 옌안(延安)으로 옮겨 위안부 문제를 다룬 중편소설 ≪내가 안개 마을에 있을 때≫, 간부들의 봉건 의식을 비판한 중편소설 ≪병원에서≫를 창작했으며, 사회주의 건국 이후에는 마오둔 등과 함께 항미원조 운동을 주도하고 토지 개혁을 소재로 한 소설 ≪태양은 쌍간강 위에서 빛난다≫가 나온 후 이는 1952년 스탈린 문학상 2등상을 그녀에게 안기기도 했다. 그녀는 또한 ＜인민일보＞문학 부문의 주편을 담당하여 문예계의 실질적 지도자가 되었다. 1955년에는 공산주의 혁명 작가임에도 불구하고 프롤레타리아 독재로 문예계 권력을 모두 얻기란 어려웠을 뿐 아니라, 작가 초기에 '신월파'의 문학 잡지에도 글을 기고한 바 있었으므로, 마오둔과 마오쩌둥 일당의 미움을 받아 '딩, 천 반당 집단'으로 비판을 받고 반우파 운동을 거치면서 1958년에는 당적을 박탈당했으며, 베이다황으로 보내져 20년간 노동 개조를 받기도 했다. 그녀는 공산주의자이었으면서도 공산주의에 박해를 받은 중국의 작가 중 하나로 분류되기도 한다. 1979년 중공의 제 11기 3중 전체회의 후에 작가로 복권되었고, 1986년에 병으로 세상을 떴다.

## 생애
딩링(丁玲, 1904∼1986)은 1904년 후난성 창더 가문의 후난성 린펀 대지주 딸로 태어났다. 그러나 1908년 아버지가 병사하면서 집안은 몰락하였고 그녀는 초등학교 교원이던 어머니와 함께 외가에서 자랐으나 외삼촌과의 불화 끝에 외가를 나왔다. 1918년에는 타오위안 제 2 여자 사범학교 예과에 입학하였다가 1919년에 창사여자중학교로 전학간다. 1922년부터는 상하이, 난징, 베이징 등을 다니며 취추바이 등 문인과 교류를 시작한다. 1925년 딩링은 근공검학으로 프랑스에 가는 것을 상의하기 위해서 고향 창더로 돌아왔지만 어머니는 허락하지 않았고, 대신 후예핀을 만나 사랑을 시작하였다. 그러나 1931년 1월 후예핀이 국민당이 검속에 걸려 체포되었고 2월 7일 처형되었다. 그 이후로 그녀는 좌익작가연맹에 참가하였고 32년에 중국공산당에 가입, 33년 국민당에 체포되어 난징 등지에 구금되었고 3년여간 옥살이를 하였다. 1936년 9월에는 당조직의 도움으로 탈출하여 대장정군이 머물고 있는 샨베이로 향하였고, 당문화부문의 주요 멤버가 되었다. 그녀는 중일전쟁 때 옌안으로 들어가 중국문예협회 주임을 담당하면서 작품 활동을 계속하였다.1942년 정풍운동 중에 공산당과 당 간부를 비판했다는 이유로 비판을 받고 농촌으로 쫓겨났으나 1949년 공산당의 승리 후 다시 돌아와 활동을 이어나갔다. 1957년의 반우파투쟁에서는 우파분자로 지목되어 모든 공직을 박탈당하고 남편과 함께 헤이룽강성의 한 개간농장으로 보내졌다. 1966년 문화대혁명 중에는 반당분자로 투옥되었다가 79년 복권되었고, 1986년에 세상을 떴다.

## 같이 보기
- 쌍간허